# Cheram
Cheram (persiska: چِرام), även kallad Charam eller Choram, är en stad i Iran. Den ligger i provinsen Kohgiluyeh och Buyer Ahmad och är administrativt centrum för delprovinsen (shahrestan) Cheram. Staden ligger 788 meter över havet och antalet invånare var 12 634 vid folkräkningen 2011.
Cheram ligger i delprovinsens centraldistrikt, Bakhsh-e markazi-ye shahrestan-e Cheram, som även omfattar landsbygdsdistrikten (dehestan) Cheram och Alghchin.